# Fidelino de Figueiredo

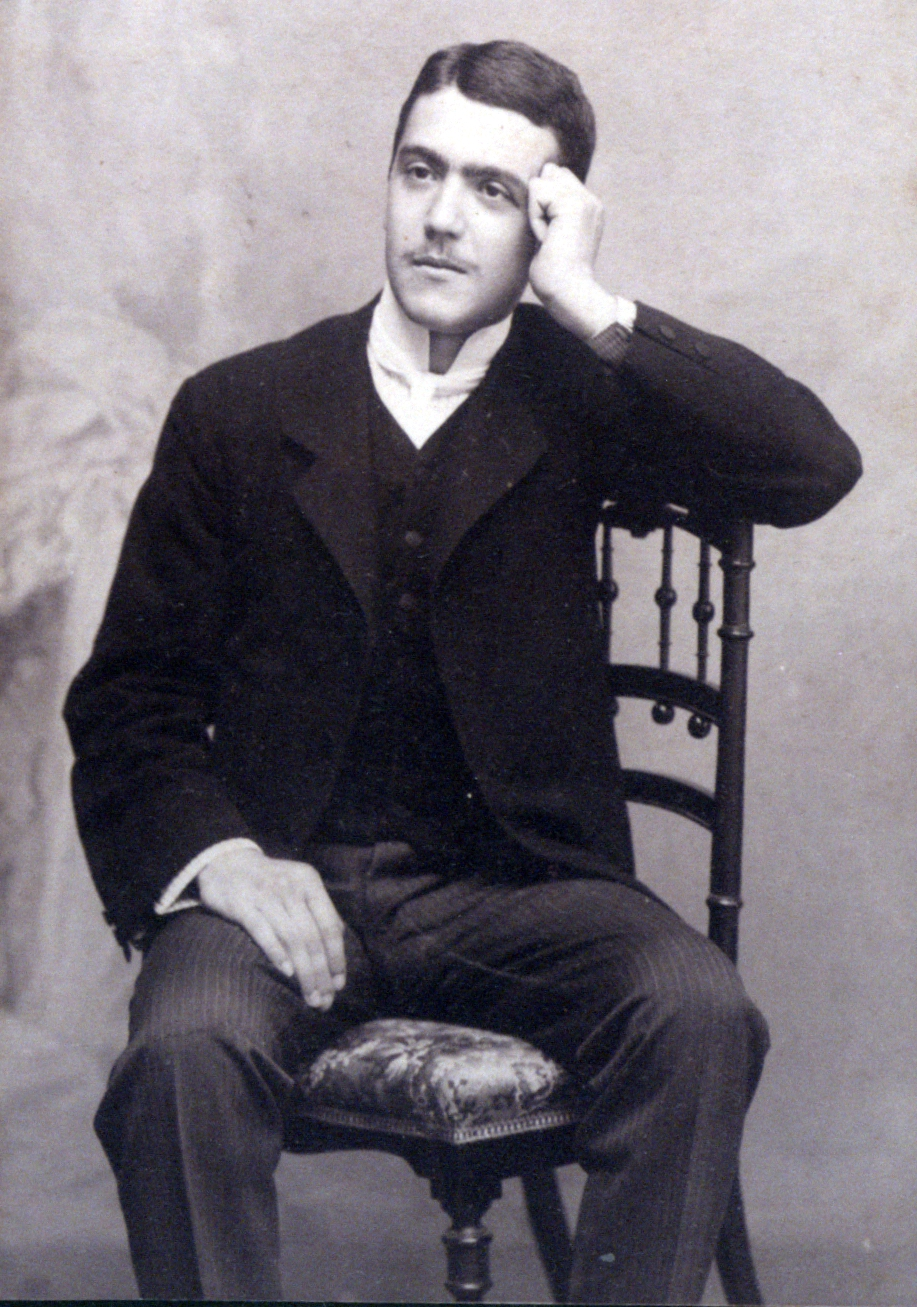
Fidelino de Figueiredo

Fidelino de Figueiredo (* 20. Juli 1889 in Lissabon; † 20. März 1967 ebenda) war ein portugiesischer Autor, Politiker, Philosoph, Historiker, Romanist, Lusitanist, Hispanist und Komparatist, der zeitweise in Spanien und Brasilien lehrte.

## Leben und Werk
Fidelino de Sousa Figueiredo studierte an der Universität Lissabon (Abschluss 1910) und widmete sich einer Laufbahn als Politiker (Abgeordneter), Beamter im Erziehungsministerium, Minister von Sidónio Pais, vor allem aber dem Schreiben und der geisteswissenschaftlichen Forschung (von 1912 bis 1928 Gründungsherausgeber der Zeitschrift Revista de História). Am 12. August 1927 beteiligte Figueiredo sich an der Revolta dos Fifis, mit der unter Filomeno da Câmara de Melo Cabral eine faschistische Diktatur unter italienischem Vorbild errichtet werden sollte. Der Putsch scheiterte und Figueiredo ging nach Madrid. Dort lehrte er bis 1929 an der Universität. Dabei kam er mit Marcelino Menéndez y Pelayo und Ramón Menéndez Pidal in Kontakt. Zurück in Lissabon, hielt er Vorträge im Ausland, namentlich in den Vereinigten Staaten.
Von 1939 bis 1951 lehrte er portugiesische Literatur an der Universität São Paulo und schuf dort wie auch in Rio de Janeiro einen Schülerkreis, zu dem u. a. António Soares Amora, Cleonice Berardinelli, Segismundo Spina, Carlos de Assis Pereira und Massaud Moisés gehörten. Er war in Brasilien von 1938 bis 1954 Gründungsherausgeber der Zeitschrift Letras. 1951 kehrte er aus Gesundheitsgründen nach Lissabon zurück. Seit 1955 war er korrespondierendes Mitglied der Bayerischen Akademie der Wissenschaften.
Figueiredo war ein portugiesischer Vertreter der Generación del 98. Seine ästhetische Auffassung war an Benedetto Croce angelehnt. In Brasilien tragen seinen Namen Straßen (u. a. in São Paulo und Curitiba), Schulen (São Paulo), sowie  ein Lehrstuhl (an der Universidade Federal da Bahia).

## Werke (Auswahl)

### Portugiesische Literaturgeschichte
- A critica litteraria em Portugal da renascença a actualidade, Lissabon 1910
  - Historia da critica litteraria em Portugal da renascença a actualidade, Lissabon 1916
- Historia da litteratura romantica portuguesa (1825-1870), Lissabon 1913, 1923
- História da Literatura Realista, Lissabon 1914, 1924
- (Hrsg.) Antologia geral da literatura portuguesa, Lissabon 1917
- História da Literatura Clássica, 3 Bde., 1917-1924 (Zeitraum 1502–1825)
  - Historia de la literatura portuguesa, Barcelona/Buenos Aires  1927 (spanisch, Übersetzung, 391 Seiten)
  - História Literária de Portugal (Sécs. XII-XX), 3. Aufl., Coimbra 1944 (spanisch, 3 Bde., Buenos Aires 1948)
- Estudos de Literatura, 5 Bde., Lissabon 1917–1951
- Camoens, Madrid 1928 (spanisch, Übersetzung)
- Literatura portuguesa. Desenvolvimento historico das origens à actualidade, Rio de Janeiro 1941, 3. Aufl. 1955
- Um Pobre Homem da Póvoa de Varzim. I centenário do nascimento de Eça de Queirós (1845–1945), Lissabon 1944

### Weitere Werke
- A critica litteraria como sciencia, Lissabon 1913, 1920
- Portugal nas guerras europêas. Subsidios para a comprehensão dum problema de politica contemporanea, Lissabon 1914
- Epicurismos,  Lissabon 1924
- Torre de Babel, Lissabon 1925
- Sob a cinza do tédio. Romance duma consciencia, Lissabon 1925 (italienisch Lanciano 1931)
- Estudos de historia americana, São Paulo 1927
- Del tedio, del amor y del odio, Madrid 1929 (spanisch, Übersetzung)
- Notas para um idearium português, politica e litteratura, Lissabon 1929
- Motivos de novo estylo, Lissabon 1930
- Historia d'um "Vencido da Vida", Lissabon 1930
- Crítica do exilio, Lissabon 1930
- As Duas Espanhas, Coimbra 1932 (spanisch: Las dos Españas, zuletzt Pamplona 2014)
- Pyrene. Ponto de vista para uma introdução à história comparada das literaturas portuguesas e espanholas, Lissabon 1935
- Problemas de Ética do Pensamento. O Dever dos Intelectuais, Lissabon 1936
- Últimas Aventuras, Rio de Janeiro 1941
- Aristarchos, Rio de Janeiro 1941 (Sammelschrift)
- Antero, São Paulo 1942 (Sammelschrift)
- A Luta Pela Expressão (Prolegómenos para uma Filosofia da Literatura), Coimbra 1944 (spanisch, Buenos Aires 1947)
- Cultura Intervalar, Coimbra 1944
- Viagem através da Espanha literária (apontamentos de 1928), Rio de Janeiro 1951
- Um Coleccionador de Angústias, São Paulo 1951
- Música e Pensamento, Lissabon 1954
- Um Homem na Sua Humanidade, Lissabon 1956
- O Medo da História, Lissabon 1957 (Die Angst vor der Geschichte)
- Diálogo ao Espelho, Lissabon 1957 (Spiegeldialog)
- Entre Dois Universos, Lissabon 1959
- Símbolos e Mitos, Lissabon 1964
- Ideias de Paz, Lissabon 1966
- Paixão e Ressurreição do Homem, Lissabon 1967